# Skolfilm
Skolfilm (utbildningsfilm, undervisningsfilm) är filmvisning i skolor. Ofta rör det sig om dokumentärer eller film som har direkt koppling till den aktuella undervisningen, till exempel kan en klass i Sverige under veckan de läser om Norge se en film om just Norge.
Länge var projektorn vanligt förekommande, men under 1980-talet och början av 1990-talet ersattes den allt mer av video. Skolfilm visas många gånger i klassrummet. Det händer ibland även att skolan reserverar en biosalong för att ge alla elever i en viss årskurs möjlighet att kostnadsfritt se en biofilm, oftast med lärande ändamål eller ibland budskap i handlingen, så kallad skolbio.

## Sverige
I Sverige finns belägg för skolfilm och skolbio från 1920-talet. 

### Rättigheter
En skola får visa videofilmer med institutionella rättigheter och TV-program. Däremot får inte en skola införskaffa köpfilm (hemvideo/DVD) för skolans eller en lärares privata medel och sedan visa den för skolklassen, om inte särskilt avtal tecknats med rättighetsinnehavaren. Inte heller hyrfilm (hemvideo/DVD) får visas i skolan utan avtal med rättighetsinnehavaren. Filmer som lånas ut via bibliotek får inte visas i skolklassen om inte filmerna har institutionella rättigheter.